# 越南民国
越南民国（えつなんみんこく、ベトナム語：Việt Nam Dân Quốc、英語：People's State of VietnamまたはPeopledom of Vietnam）は、ベトナム光復会が設立を主張した国家。辛亥革命に鼓舞され、1912年3月にベトナム独立運動家のファン・ボイ・チャウが中華民国広州にベトナム光復会を設立し、フランス植民地政府を倒し、ベトナムに民主共和制の「越南民国」を設立することを希望した。その後、ベトナム国民党も独立後のベトナムを「越南民国」と命名すべきだと主張した。